# Twillingate Islands
Die Twillingate Islands (französisch Toulinquet) sind eine Inselgruppe in der Bucht Notre Dame Bay im Nordosten Neufundlands. Sie gehören zur kanadischen Provinz Neufundland und Labrador. Die beiden Hauptinseln sind South und North Twillingate, die durch eine Brücke am Ort Twillingate miteinander verbunden sind. Twillingate ist das Zentrum der Inselgruppe und erstreckt sich aufgrund seiner Lage auf beide Inseln. Über Dämme besteht eine Straßenverbindung zur Nachbarinsel New World Island und von dort zur Hauptinsel Neufundland.
Die erste, nachweisbare Indianische Besiedlung der Inseln kann  auf ca. 3500 Jahren (1500 v. Chr.) angesetzt werden. Erst im 17. Jahrhundert wurde es dann von den Beothuken und Franzosen weiter besiedelt.

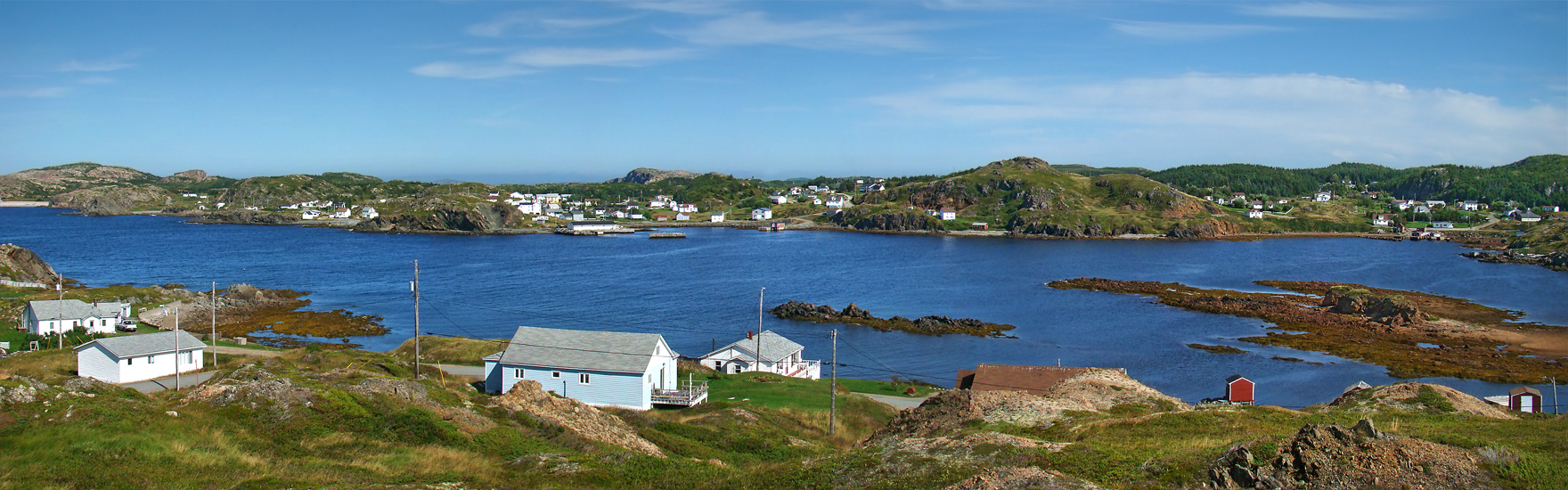
Twillingate South Island vom Hügel des Durrell Museums aus gesehen